# Tito Vergínio Tricosto Celimontano (cônsul em 448 a.C.)
Tito Vergínio Tricosto Celimontano (em latim:  Titus Verginius Tricostus Celimontanus) foi um político da gente Vergínia nos primeiros anos da República Romana eleito cônsul em 448 a.C. com Lárcio Hermínio Coritinesano.

## Consulado
O ano consular dos dois foi relativamente pacífico pois nenhum dos dois tomou partido no conflito entre patrícios e plebeus.